# Суюмбаев, Ахматбек Суттубаевич
Ахматбек Суттубаевич Суюмбаев (кирг. Акматбек Сүттүбай уулу Сүйүмбаев; 17 декабря 1920, с. Орто-Алыш, Пишпекский уезд, Семиреченская область, Туркестанская АССР, РСФСР — 14 февраля 1993, Бишкек, Кыргызстан) — советский киргизский государственный и партийный деятель. Председатель Совета министров Киргизской ССР (1968—1978). Герой Кыргызской Республики (2021, посмертно).

## Биография
Родился 17 декабря 1920 года в Орто-Алыше (ныне — Байтик в Аламудунском районе Чуйской области), в крестьянской семье.
Член КПСС с 1942. В 1954 г. окончил Всесоюзный заочный финансовый институт по специальности бухгалтер бюджета, экономист.
- 1938—1938 гг. — бухгалтер, главный бухгалтер бюджета окружного финансового отдела Нарынского городского финансового отдела(Тянь-Шанская область),
- 1939—1940 гг. — рядовой, командир отделения 23-й стрелковой дивизии Харьковского военного округа. С августа 1940 г. старшина роты 17-го дисциплинарного батальона, Прибалтийский военный округ.

Участник Великой Отечественной войны:
- с июня 1941 г. — старшина роты 19-го стрелкового полка 91-й стрелковой дивизии Северо-западного фронта.
- с сентября 1941 г. — старшина роты, командир взвода заградительного отряда 33-й стрелковой дивизии Калининского, 2-го Прибалтийского фронтов.
- с января 1945 г. — командир взвода, роты 33-й стрелковой дивизии, 1-й Белорусский фронт.

С июля 1945 г. командир роты учебного батальона 33-й стрелковой дивизии, Группа советских оккупационных войск в Германии. С ноября 1946 г. заместитель командира батальона 289-го стрелкового полка 207-й стрелковой дивизии, Группа советских оккупационных войск в Германии.
О военных заслугах Ахматбека Суюмбаева можно прочесть в воспоминаниях крупных советских военачальников.
Герой Советского Союза, генерал-полковник Василий Шатилов в книге «Знамя над рейхстагом» пишет: «Неожиданная подмога пришла к нам от 33-й стрелковой дивизии, наступавшей с севера в сторону Карлштрассе. Перед ее учебным батальоном, прорвавшимся с боем через занятые врагом кварталы, вдруг открылся правый фланг и тыл атаковавшей неприятельской группы. Командовал батальоном 24-летний старший лейтенант Ахматбек Суюмбаев. Комбат, разумеется, не мог знать ни обстановки, сложившейся у соседей, ни того, чем грозил бы для исхода боя за Рейхстаг прорыв противника через позиции Клименкова и Тесленко. Но за плечами у него была школа всей войны, которую постигал он и в сержантском, и в старшинском звании, не прячась от пуль, не засиживаясь подолгу в лазаретах после ран. А стало быть, была и та фронтовая интуиция, которая помогла ему мгновенно сориентироваться. Заместитель по политчасти, гвардии капитан Федор Ермаков понял его с полуслова. И Суюмбаев, как бывало и раньше, первым поднялся в атаку. Бойцы поднялись за комбатом».
- 1947—1948 гг. — секретарь исполнительного комитета Кызыл-Аскерского совета депутатов Фрунзенской области,
- 1948—1949 гг. — заместитель заведующего Фрунзенским городским финансовым отделом, затем заведующий Первомайским районным финансовым отделом г. Фрунзе,
- 1949—1950 гг. — начальник сектора налогов Фрунзенского городского финансового отдела,
- 1950—1953 гг. — заведующий Первомайским районным финансовым отделом г. Фрунзе,
- 1952—1954 гг. — начальник управления налогов и сборов министерства финансов Киргизской ССР,
- 1954—1955 гг. — заведующий областным финансовым отделом, города Пржевальск,
- 1955—1960 гг. — министр финансов Киргизской ССР,
- 1960—1962 гг. — председатель исполнительного комитета Ошского областного совета депутатов,
- 1962—1968 гг. — первый секретарь Ошского областного комитета Компартии Киргизии,
- 1968—1978 гг. — председатель Совета Министров Киргизской ССР,
- 1978—1984 гг. — министр коммунального хозяйства Киргизской ССР.

Кандидат в члены ЦК КПСС (1971—1981). Депутат Верховного Совета СССР 6-9 созывов.
С октября 1984 г. персональный пенсионер союзного значения.
Скончался 14 февраля 1993 года, похоронен на Ала-Арчинском кладбище.
Имя Ахматбека Суюмбаева носят улицы в Кыргызстане, стадион в Оше, на аллее государственных деятелей установлен памятник. В декабре 2023 года на торце дома на улице Суюмбаева (пересечение с проспектом Чуй) появился мурал, посвященный Ахматбеку Суюмбаеву. Он был создан в целях сохранения памяти о Герое Кыргызской Республики. Инициатива была реализована при поддержке детей Ахматбека Суюмбаева и других спонсоров .

## Награды и звания
- Герой Киргизской Республики — Указ Президента Киргизии от 31 августа 2021 года (посмертно), за особые заслуги перед государством и народом Кыргызстана, беззаветное служение Отечеству[5]
- два ордена Ленина
- два ордена Отечественной войны 2-й степени
- три ордена Трудового Красного Знамени
- орден Красной Звезды
- ряд медалей СССР